# Ambato-Ambariray
Ambato-Ambariray è una città e comune del Madagascar situata nel distretto di Ambato-Boeni, regione di Boeny. 
La popolazione del comune rilevata nel censimento 2001 era pari a 34 782 unità.